# Neopanorpa brisi
Neopanorpa brisi är en näbbsländeart som först beskrevs av Navás 1930.  Neopanorpa brisi ingår i släktet Neopanorpa och familjen skorpionsländor. Inga underarter finns listade i Catalogue of Life.